# Christian Speck
Pour les articles homonymes, voir Speck.
Christian Speck, né le 22 décembre 1937 à Menziken (originaire d'Oberkulm) et mort le 5 mai 2005 à Aarau, est une personnalité politique suisse, membre de l'Union démocratique du centre (UDC).

## Biographie
Christian Speck naît le 22 décembre 1937 à Menziken, dans le canton d'Argovie. Il est originaire d'Oberkulm, dans le même district. Son père, Hans, est boulanger et agriculteur ; sa mère est née Helene Hedwig Woodtli.
Il est boulanger-pâtissier et représente la sixième génération à la tête de l'entreprise familiale à Oberkulm. Il préside l'Association suisse des patrons boulangers-pâtissiers à partir de 1998.
Il épouse Susanne Peter en 1961.
Il a le grade de capitaine à l'armée.
Il meurt le 5 mai 2005 à Aarau.

## Parcours politique
Il est membre du Conseil communal (exécutif) d'Oberkulm à partir de 1970 à 1972 et son président de 1973 à 1996.
Il siège au Conseil national de décembre 1995 à mai 2005. Il y est membre de la Commission de l'environnement, de l'aménagement du territoire et de l'énergie (CEATE), qu'il préside de fin 2001 à fin 2003, et, de fin 1999 à fin 2001, de la Commission de l'économie et des redevances (CER).

### Positionnement politique
Il défend la libéralisation du marché de l'électricité, rejetée en votation populaire en 2002.

## Autres mandats
Il est membre du conseil d'administration de la centrale nucléaire de Gösgen et de l'entreprise Axpo (énergie) et président du conseil d'administration des Forces motrices du Nord-Est.